# Martina Moravcová
Martina Moravcová (Piešťany, 16 gennaio 1976) è un'ex nuotatrice slovacca.
Specializzata nello stile libero, nella farfalla e nei misti, ha vinto due medaglie d'argento alle olimpiadi di Sydney 2000.

## Palmarès
- Olimpiadi

Sydney 2000: argento nei 200m sl e nei 100m farfalla.
- Mondiali

Perth 1998: argento nei 100m sl e nei 200m sl e bronzo nei 200m misti.
Barcellona 2003: argento nei 200m sl e bronzo nei 100m farfalla.
- Mondiali in vasca corta

Rio de Janeiro 1995: argento nei 200m misti e bronzo nei 200m sl.
Göteborg 1997: argento nei 200m misti e bronzo nei 200m sl.
Hong Kong 1999: oro nei 200m sl, nei 100m misti e nei 200m misti.
Atene 2000: oro nei 100m misti, argento nei 200m sl e nei 200m misti e bronzo nei 100m sl.
Mosca 2002: oro nei 100m farfalla e nei 100m misti e argento nei 100m sl.
Indianapolis 2004: oro nei 100m farfalla e bronzo nei 100m misti.
Shanghai 2006: bronzo nei 100m misti
- Europei

Sheffield 1993: argento nei 100m sl.
Siviglia 1997: argento nei 100m sl, nei 200m misti e nei 100m farfalla.
Helsinki 2000: oro nei 100m farfalla, argento nei 100m sl e nei 200m sl e bronzo nei 50m farfalla.
Berlino 2002: oro nei 100m farfalla, argento nei 50m sl e nei 100m sl.
Madrid 2004: oro nei 100m farfalla e argento nei 50m farfalla.
Budapest 2006: argento nei 100m farfalla.
- Europei in vasca corta

Stavanger 1994: argento nei 50m farfalla e bronzo nei 50m dorso.
Rostock 1996: oro nei 200m sl, argento nei 100m misti e bronzo nei 100m sl.
Sheffield 1998: oro nei 200m sl, nei 100m farfalla e nei 100m misti e argento nei 100m sl.
Lisbona 1999: oro nei 200m sl e nei 100m misti e argento nei 200m misti.
Valencia 2000: oro nei 200m sl, nei 100m farfalla e nei 100m misti e bronzo nei 100m sl.
Anversa 2001: oro nei 200m sl, nei 100m farfalla e nei 100m misti e argento nei 100m sl.
Riesa 2002: oro nei 100m sl, nei 100m farfalla e nei 100m misti.
Dublino 2003: oro nei 100m farfalla e argento nei 50m farfalla.
Vienna 2004: oro nei 100m farfalla e nei 200m farfalla e argento nei 50m farfalla.
Trieste 2005: oro nei 100m farfalla.
Helsinki 2006: bronzo nei 100m farfalla.
- Universiadi

Fukuoka 1995: oro nei 100m sl e bronzo nei 200m misti.
Sicilia 1997: oro nei 100m sl, nei 200m sl, nei 100m farfalla e nei 200m misti.

### Coppa del Mondo
- Vincitrice della Coppa del Mondo nel 2002 e nel 2004
- Vincitrice della Coppa del Mondo dei 50m sl nel 2001
- Vincitrice della Coppa del Mondo dei 100m sl nel 2001
- Vincitrice della Coppa del Mondo dei 200m sl nel 2001
- Vincitrice della Coppa del Mondo dei 50m dorso nel 2001
- Vincitrice della Coppa del Mondo dei 50m farfalla nel 2001
- Vincitrice della Coppa del Mondo dei 100m farfalla nel 2001
- Vincitrice della Coppa del Mondo dei 100m misti nel 2001